# Clinocera rainiericola
Clinocera rainiericola är en tvåvingeart som beskrevs av Sinclair 2008. Clinocera rainiericola ingår i släktet Clinocera och familjen dansflugor.
Artens utbredningsområde är Washington. Inga underarter finns listade i Catalogue of Life.